# Antoninus mur

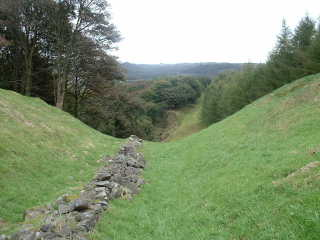
Antoninus mur vid Barr Hill nära Twechar.

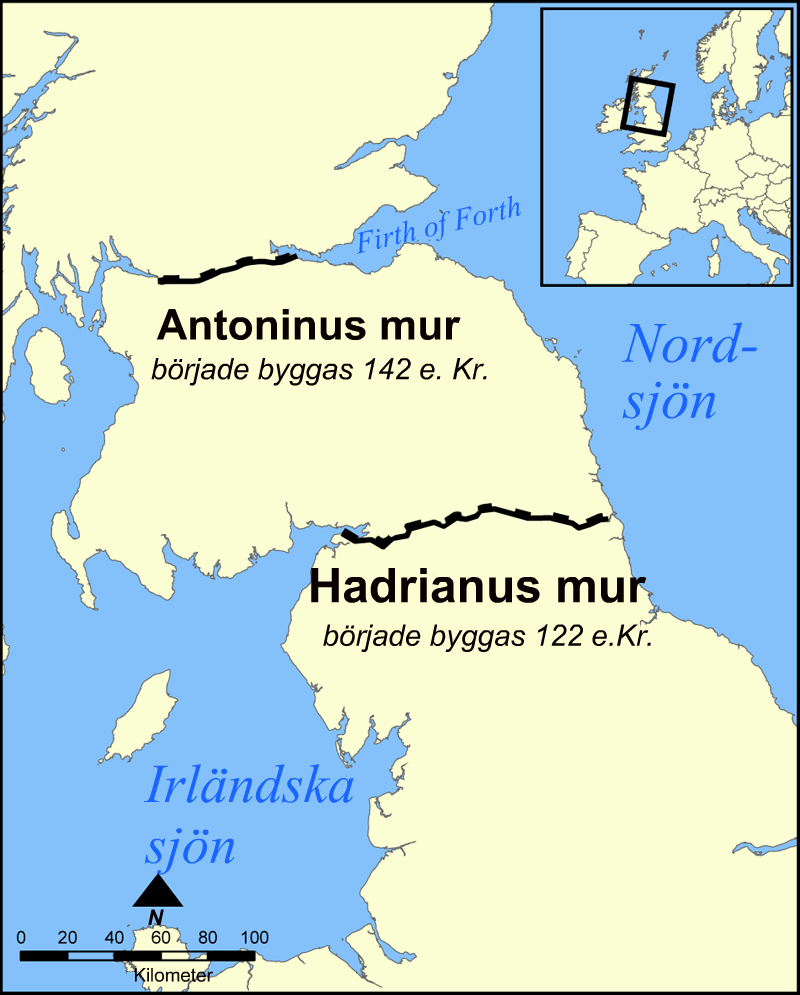
Karta som visar Antoninus mur i norr och Hadrianus mur i söder.

Antoninus mur var ett romerskt försvarsverk i det som idag är Skottland. Muren påbörjades av fältherren Gnaeus Julius Agricola och färdigbyggdes under 140-talet under kejsar Antoninus Pius regeringstid. Den sträckte sig 63 kilometer tvärs över södra Skottland, från floden Clydes mynning i Glasgow till Firth of Forth i Edinburgh. Muren var byggd av torv och sten och var lite mer än tre meter hög och omkring fem meter bred. På nordsidan fanns en vallgrav. Krönet bestod av patrullväg och hade befästa stödjepunkter.
Antoninus mur var belägen norr om Hadrianus mur som byggdes år 122. 
Muren övergavs av romarna efter cirka tjugo år när de drog sig tillbaka till Hadrianus mur. Den besattes åter i början av 200-talet på order av kejsar Septimius Severus, men övergavs redan efter några år av ekonomiska och praktiska skäl. Huvuddelen av muren är numera förstörd.